# 拉昆萨
拉昆萨（西班牙語：Lacunza）是西班牙纳瓦拉的一个市镇。总面积11平方公里，总人口1038人（2001年），人口密度94人/平方公里。